# 里米尼省
里米尼省（Provincia di Rimini）是意大利艾米利亞-羅馬涅的一個省。面積534平方公里，2005年人口286,796人。首府里米尼。
下分27市鎮。